# Ното Соуза
Кристіян Ното Соуза (порт.-браз. Cristhyan Noto Souza; нар. 21 травня 2000, Нова-Кришас, Гояс, Бразилія) — бразильський футболіст, нападник резервного складу «Понте-Прети». В Україні відомий завдяки своїм виступам за відроджені львівські «Карпати».

## Життєпис
Народився в місті Нова-Кришас, штат Гояс. Вихованець «Атлетіку Гоянієнсі», за першу команду якої дебютував 17 січня 2018 року в нічийному (2:2) виїзному поєдинку 1-го туру Ліги Гояно проти «Ітумбіари». Кристіан вийшов на поле на 87-й хвилині замість Рожера Жуніу. Першим голом у дорослому футболі відзначився 4 лютого 2018 року на 57-й хвилині виїзного (1:1) нічийного поєдинку 6-го туру Ліги Гояно проти «Греміу» (Анаполіс). Соуза вийшов на поле в стартовому складі та відіграв увесь матч. У загальнодержавних змаганнях дебютував 7 лютого 2018 року в програному (1:2) виїзному поєдинку першого раунду кубку Бразилії проти «Альтуса». Кристіан вийшов на поле в стартовому складі, а на 46-й хвилині його замінив Жуліу Сезар. У бразильській Серії B дебютував 14 квітня 2018 року в переможному (3:2) домашньому поєдинку 1-го туру проти «Крісіуми». Соуза вийшов на поле в стартовому складі, на 45+1-й хвилині отримав жовту картку, а на 79-й хвилині його замінив Жуніор Брандау. Загалом у складі «Атлетіку Гояненсі» в Лізі Гояно зіграв 15 матчів (1 гол), у Серії B Бразилії — 3 поєдинки, а в кубку Бразилії — 2 матчі. 
З жовтня 2020 по серпень 2022 року виступав у бразильських регіональних змаганнях за «Португезу Сантіста», «Конкордію» та «Інтер» (Бебедору). Наприкінці серпня 2022 року вирішив спробувати свої сили в Європі, як і багато співвітчизників виїхав до Португалії, де уклав договір з нижчоліговим «Фіайнш». Закріпитися в команді не вдалося, зіграв 13 матчів та відзначився 3-ма голами у регіональних змаганнях.  На початку січня 2023 року повернувся на батьківщину, де виступав у регіональних змаганнях за «Греміу» (Анаполіс), «Насьональ» (Патуш) та «Інтер» (Бебедору). 
7 липня 2023 року підписав контракт з «Понте-Претою», але одразу ж був переведений до резервної команди, за яку провів 7 матчів та відзначився 1-м голом у кубку Бразилії. Наприкінці серпня 2023 року відправився в оренду до «Карпат». У футболці львівського клубу дебютував 2 вересня 2023 року в переможному (2:0) домашньому поєдинку 6-го туру групи «А» Першої ліги України проти дунаївецького «Епіцентру». Кристіан вийшов на поле на 74-й хвилині замість співвітчизника Ігора Невеса й майже одразу ж відзначився голом. Загалом у футболці «зелено-білих» провів 8 матчів та відзначився 1-м голом. На початку грудня 2023 року залишив розташування «Карпат» й повернувся до резервної команди «Понте-Прети».

## Статистика виступів

### Клубна
Станом на 12 березня 2020
| Клуб                 | Сезон             | Ліга              | Ліга  | Ліга | Чемп. штату | Чемп. штату | Кубок | Кубок | Конт. турніри | Конт. турніри | Інші  | Інші | Загалом | Загалом |
| Клуб                 | Сезон             | Дивізіон          | Матчі | Голи | Матчі       | Голи        | Матчі | Голи  | Матчі         | Голи          | Матчі | Голи | Матчі   | Голи    |
| -------------------- | ----------------- | ----------------- | ----- | ---- | ----------- | ----------- | ----- | ----- | ------------- | ------------- | ----- | ---- | ------- | ------- |
| «Атлетіку Гоянієнсі» | 2018              | Серія B           | 3     | 0    | 12          | 1           | 1     | 0     | —             | —             | —     | —    | 16      | 1       |
| «Атлетіку Гоянієнсі» | 2019              | Серія B           | 0     | 0    | 0           | 0           | 0     | 0     | —             | —             | —     | —    | 0       | 0       |
| «Атлетіку Гоянієнсі» | 2020              | Серія A           | 0     | 0    | 3           | 0           | 1     | 0     | —             | —             | —     | —    | 4       | 0       |
| Усього за кар'єру    | Усього за кар'єру | Усього за кар'єру | 3     | 0    | 15          | 1           | 1     | 0     | 0             | 0             | 0     | 0    | 20      | 1       |